# Патрік Лейгі
Патрік Джозеф Лейгі ([ˈleɪhi], англ. Patrick Joseph Leahy; нар. 31 березня 1940, Монтпілієр, Вермонт, США) — американський політик, сенатор США від штату Вермонт з 1975 до 2023 року, член Демократичної партії, актор.

## Життєпис
Патрік Лейгі закінчив Сент Майклс Коледж в 1961 р. і здобув ступінь у галузі права в Джорджтаунському університеті в 1964 р. У 1966 році був обраний прокурором округу Читтенден і був переобраний в 1970 р. У 1974 році 34-річний Легі був обраний до Сенату США і став першим членом Демократичної партії, обраним до Сенату США від Вермонту, з 1820 р. Він був переобраний у 1980, 1986, 1992, 1998, 2004 і 2010, 2016  рр.
Лейгі є фанатом Бетмена, узяв участь в озвучуванні одного з епізодів мультсеріалу «Бетмен: Анімаційні серії» і виконав камео у фільмах «Бетмен і Робін», «Темний лицар» і «Темний лицар повертається».
У січні 2022 проголосував проти проєкту санкцій для газогону «Північний потік-2» як засобу запобігання російському вторгненню в Україну.